# Tamba Hali
Pour les articles homonymes, voir Hali.
(en) Statistiques sur pro-football-reference
Tamba Boimah Hali, né le 3 novembre 1983 à Gbarnga, est un sportif professionnel libérien de football américain qui a évolué dans la National Football League (NFL) pendant douze saisons au poste de linebacker.
Après avoir joué pendant quatre saisons au niveau universitaire dans la NCAA Division I FBS pour les Nittany Lions de l'université d'État de Pennsylvanie, il est sélectionné par la franchise des Chiefs de Kansas City lors de la draft 2006 de la NFL.
Il y reste toute pendant sa carrière professionnelle et est sélectionné au Pro Bowl lors de six saisons consécutives (2010-2015).

## Jeunesse
Tamba Hali est né à Gbarnga, Liberia. Il a fui son pays à cause de la première guerre civile libérienne qui avait éclaté en 1989 et s'installe avec son père à Teaneck dans l'État du New Jersey à l'âge de dix ans.
Il étudie à Teaneck High School où il joue au football américain et au basket-ball.

## Carrière universitaire
Tamba Hali étudie à l'université d'État de Pennsylvanie et joue pendant deux saisons pour les Nittany Lions. Au terme de la saison 2004, il est sélectionné dans la deuxième équipe de la Big Ten Conference. En 2005, il est reconnu à l'unanimité joueur All-American, est désigné meilleur homme de ligne défensif de la saison de la Big-10 et est sélectionné dans la première équipe de cette conférence. Il permet à son équipe d'afficher un bilan de 11 victoires et une défaite en saison régulière, de remporter la finale de conférence Big-10 ainsi que l'Orange Bowl 2006. Meilleur de sa conférence avec 11 sacks et 17 plaquages pour perte, il est finaliste du Bronko Nagurski Trophy et du Ted Hendricks Defensive End Award.
Son université lui décerne le Robert B. Mitinger Award, remis au joueur des Nittany Lions qui personnifie le mieux le courage, le caractère et la responsabilité sociale.

## Carrière professionnelle
Tamba Hali est sélectionné en 20e choix global lors du premier tour de la draft 2006 de la NFL par la franchise des Chiefs de Kansas City.
Le 8 mars 2016, il signe un contrat de trois ans pour rester avec les Chiefs,.
Il est libéré par les Chiefs le 12 mars 2018.
Le 10 mai 2021, Tamba Hali  signe un contrat d'un jour avec les Chiefs et se retire du football américain professionnel.